# Епархия Восточной Англии

Епархия Восточной Англии (лат. Dioecesis Angliae Orientalis, англ. Diocese of East Anglia) — римско-католический диоцез с центром в городе Норидже графства Норфолк в Англии. Диоцез основан 13 марта 1976 года путём выделения из Епархии Нортгемптона. Диоцез входит в Провинцию Вестминстера.   
Площадь диоцеза составляет 12 570 км² и включает графства: Кембридж, Норфолк, Саффолк, включая Питерборо. Диоцез насчитывает 4 деканата и 120 приходов . Кафедральный собор — храм Иоанна Крестителя в Норидже.

## Ординарии епархии
- Алан Кларк (2 июня 1976 — 21 марта 1995)
- Питер Смит (27 мая 1995 — 26 октября 2001), назначен архиепископом Кардиффа
- Майкл Эванс (19 марта 2003 — 11 июля 2011)
- Алан Хоупс[3] (с 11 июня 2013)